# Eleição municipal de Lavras em 2016
A eleição municipal de Lavras em 2016 foi realizada para eleger um prefeito, um vice-prefeito e 17 vereadores no município de Lavras, no estado brasileiro de Minas Gerais. Foram eleitos) e  para os cargos de prefeito(a) e vice-prefeito(a), respectivamente. Seguindo a Constituição, os candidatos são eleitos para um mandato de quatro anos a se iniciar em 1º de janeiro de 2017. A decisão para os cargos da administração municipal, segundo o Tribunal Superior Eleitoral, contou com 71 345 eleitores aptos e 12 994 abstenções, de forma que 18.21% do eleitorado não compareceu às urnas naquele turno.

## Resultados

### Eleição municipal de Lavras em 2016 para Prefeito
A eleição para prefeito contou com 4 candidatos em 2016: Leandro Lazzarini Moretti do Partido Republicano Brasileiro, Thales Marden Silva Salgado do Patriota (Brasil), Jose Cherem do Partido Social Democrático (2011), Adjamar Verissimo de Oliveira do Partido dos Trabalhadores que obtiveram, respectivamente, 7 489, 1 651, 38 057, 1 521 votos. O Tribunal Superior Eleitoral também contabilizou 18.21% de abstenções nesse turno.
| Candidato(a)                        | Vice                        | Coligação                                 | Votos recebidos | Percentual |
| ----------------------------------- | --------------------------- | ----------------------------------------- | --------------- | ---------- |
| Jose Cherem (PSD)                   | Edson Alves de Abreu        | O Trabalho Esta de Volta                  | 38057           | 78.12%     |
| Leandro Lazzarini Moretti (PRB)     | Aparecida Lino da Silva     | Coragem para Mudar Lavras                 | 7489            | 15.37%     |
| Thales Marden Silva Salgado (PATRI) | Erika Loureiro Borba        | O Novo para Unir Lavras                   | 1651            | 3.39%      |
| Adjamar Verissimo de Oliveira (PT)  | Francisco de Oliveira Souto | Partido dos Trabalhadores (sem coligação) | 1521            | 3.12%      |

### Eleição municipal de Lavras em 2016 para Vereador
Na decisão para o cargo de vereador na eleição municipal de 2016, foram eleitos 17 vereadores com um total de 50 777 votos válidos. O Tribunal Superior Eleitoral contabilizou 3 234 votos em branco e 4 340 votos nulos. De um total de 71 345 eleitores aptos, 12 994 (18.21%) não compareceram às urnas.
| Nome                               | Partido político                               | Coligação                                          | Votos recebidos | Percentual |
| ---------------------------------- | ---------------------------------------------- | -------------------------------------------------- | --------------- | ---------- |
| João Paulo Felizardo               | Partido Social Democrático (PSD)               | Partido Social Democrático (sem coligação)         | 2343            | 4.61%      |
| Daiana Garcia                      | Partido Humanista da Solidariedade (PHS)       | Partido Humanista da Solidariedade (sem coligação) | 1247            | 2.46%      |
| Alessandro Furtado Silva           | Partido Social Democrático (PSD)               | Partido Social Democrático (sem coligação)         | 953             | 1.88%      |
| Evandro Oliveira Miranda           | Partido Humanista da Solidariedade (PHS)       | Partido Humanista da Solidariedade (sem coligação) | 822             | 1.62%      |
| Ennio Mendes de Siqueira           | Movimento Democrático Brasileiro (MDB)         | Todos Juntos por uma Lavras Melhor                 | 807             | 1.59%      |
| Carlos Lindomar de Sousa           | Partido Social Liberal (PSL)                   | A Força da Mudança                                 | 796             | 1.57%      |
| Sebastião dos Santos Vieira        | Partido Trabalhista Cristão (PTC)              | Partido Trabalhista Cristão (sem coligação)        | 761             | 1.5%       |
| Antonio Marcos Possato             | Democracia Cristã (DC)                         | Democracia Cristã (sem coligação)                  | 735             | 1.45%      |
| Elias Freire Filho                 | Movimento Democrático Brasileiro (MDB)         | Todos Juntos por uma Lavras Melhor                 | 709             | 1.4%       |
| Peterson Rodrigo da Silva Borges   | Partido Republicano Brasileiro (PRB)           | A Força da Mudança                                 | 697             | 1.37%      |
| Antônio Claret dos Santos          | Partido Social Democrático (PSD)               | Partido Social Democrático (sem coligação)         | 666             | 1.31%      |
| Cristiane de Oliveira Costa Lasmar | Partido Social Democrático (PSD)               | Partido Social Democrático (sem coligação)         | 632             | 1.24%      |
| Matusalem da Silva Machado         | Partido Social Liberal (PSL)                   | A Força da Mudança                                 | 615             | 1.21%      |
| Nastenka Georgina Ferreira         | Partido Social Cristão (PSC)                   | Vamos Juntos Renovar                               | 593             | 1.17%      |
| Ailton Magalhaes Filho             | Partido da Social Democracia Brasileira (PSDB) | A Força do Povo                                    | 589             | 1.16%      |
| Antonio Carlos Nogueira            | Partido da Social Democracia Brasileira (PSDB) | A Força do Povo                                    | 532             | 1.05%      |
| Ubirajara Cassiano Rocha           | Partido Social Cristão (PSC)                   | Vamos Juntos Renovar                               | 490             | 0.97%      |